# Claude Andrey
Claude Andrey (Genf, 1951. július 13. –) válogatott svájci labdarúgó-középpályás, edző.

## Pályafutása

### Klubcsapatban
1969–1971 között az Etoile Carouge, 1971–72-ben a Grasshopper, 1972–73-ban ismét az Etoile Carouge, 1973–74-ben a Neuchâtel Xamax, 1974–80 között a Servette, 1980-ban a francia FC Grenoble, 1980–81-ben az FC Sion, 1981–82-ben újra a Neuchâtel Xamax, 1982–83-ban a francia FC Mulhouse labdarúgója volt. 1983–1985 között a Lausanne Sports csapatában fejezte be az aktív játékot.

### A válogatottban
1976 és 1980 között kilenc alkalommal szerepelt a svájci válogatottban.

### Edzőként
1986–1988 között az FC Bulle, 1988–89-ben a francia FC Renens, 1990–1992 között az FC Chiasso, 1993-ban az FC Sion, 1993–1995 között az FC Basel vezetőedzője volt. Ezt  követően a kameruni U21-es válogatott és a Tonnerre Yaoundé szakmai munkáját irányította. 1998–2001 között a görög PAE Apólon 1926, 2002-ben az Etoile Carouge vezetőedzőjeként tevékenykedett. 2002–03-ban a kongói válogatott szövetségi kapitánya volt. 2004–05-ben a tunéziai Espérance Sportive de Tunis, 2006–2008 között az Yverdon-Sport vezetőedzője volt.